# لويس فريمان
لويس فريمان (بالإنجليزية: Louis Freeman)‏ هو ضابط أمريكي، ولد في 12 يونيو 1952 في أوستن في الولايات المتحدة.